# Bruce Lansbury
Pour les articles homonymes, voir Lansbury.
William Bruce Mageean Lansbury est un producteur et scénariste américain, né le 12 janvier 1930 à Londres, et mort le 13 février 2017 à La Quinta, en Californie (États-Unis). Il est connu pour ses séries Les Mystères de l'Ouest, Mission impossible, K 2000 et Arabesque.

## Biographie
Né en 1930, William est le fils de Moyna MacGill, actrice originaire de Belfast et d'Edgar Lansbury, homme d'affaires et politicien et petit-fils de George Lansbury, leader du parti travailliste. Il est le frère cadet de l'actrice Angela Lansbury et le frère jumeau d'Edgar Lansbury, producteur de télévision, théâtre et cinéma. Ils ont tous deux d'ailleurs eu leur nationalité américaine en 1954.
Il meurt en février 2017, à l'âge de 87 ans, après avoir combattu la maladie d'Alzheimer.

## Filmographie

### comme producteur

#### Séries télévisées
- 1966-1969 : Les Mystères de l'Ouest
- 1969-1972 : Mission impossible
- 1977 : Le Voyage extraordinaire
- 1977-1979 : Wonder Woman
- 1979-1980 : Buck Rogers
- 1983 : Matthew Star
- 1985 : Tonnerre mécanique
- 1985-1986 : K 2000
- 1992-1996 : Arabesque

#### Téléfilms
- 1969 : The Silent Gun de Michael Caffey
- 1971 : Alerte sur le Wayne de Marvin Chomsky
- 1971 : Escape de John Llewellyn Moxey
- 1976 : Banjo Hackett: Roamin' Free (en) de Andrew V. McLaglen
- 1976 : Bell, Book and Candle de Hy Averback
- 1977 : Roger & Harry: The Mitera Target de Jack Starrett
- 1982 : La Troisième Guerre mondiale de David Greene et Boris Sagal
- 1983 : Summer Girl de Robert Michael Lewis
- 1984 : Vœux sanglants de Larry Stewart
- 1987 : A Stranger Waits de Robert Michael Lewis
- 1987 : Mission bionique de Ray Austin
- 1990 : Red Evil Terror de Tobe Hooper

### comme scénariste
- 1973-1974 : Le Magicien
- 1980 : Buck Rogers
- 1983 : Matthew Star
- 1985 : Tonnerre mécanique
- 1986 : K 2000
- 1987 : A Stranger Waits de Robert Michael Lewis
- 1987 : Mission bionique de Ray Austin
- 1990 : Red Evil Terror de Tobe Hooper
- 1990-1991 : Zorro
- 1991-1996 : Arabesque
- 1992 : Swamp Thing, la série
- 2003 : Arabesque: Le fils perdu d'Anthony Pullen Shaw